# M78ウルトラマンパーク
M78ウルトラマンパーク（エムななじゅうはちウルトラマンパーク）は、富士急行が経営している、ぐりんぱにある『ウルトラシリーズ』を題材にした施設。

## 歴史
2008年7月19日、ぐりんぱに開業。ウルトラ戦士や怪獣を可愛らしくデザインした独自の世界が広がっている。

## 施設
- ウルトラセブンコースター「マッハ7」
- フライングウルトラマン☆シュワッチ
- ウルトラマングランプリ

ウルトラ戦士をモチーフにしたゴーカート。
- フワフワウルトラマン
- M78プラネットダイニング

ウルトラ戦士をモチーフにしたオリジナルメニューがあるレストラン。
- SHOT M78

グッズを販売しているオフィシャルショップ。

## 施設データ
- 所在地 : 静岡県裾野市須山字藤原2427
- 入園料 : 大人1300円、子供、シニア850円
- 駐車料金 : 普通車1200円